# 真救世主伝説 北斗の拳
真救世主伝説 北斗の拳（しんきゅうせいしゅでんせつ ほくとのけん）は、作画：原哲夫、原作：武論尊による漫画作品『北斗の拳』を原作とした、全5作からなる一連のアニメシリーズ。
本項目で記述する作品は以下の通り。また、状況に応じて括弧内の数字を略号として用いる。
- 第一部 （映画）真救世主伝説 北斗の拳 ラオウ伝 殉愛の章（1）
- 第二部 （OVA）真救世主伝説 北斗の拳 ユリア伝（2）
- 第三部 （映画）真救世主伝説 北斗の拳 ラオウ伝 激闘の章（3）
- 第四部 （OVA）真救世主伝説 北斗の拳 トキ伝（4）
- 第五部 （映画）真救世主伝説 北斗の拳 ZERO ケンシロウ伝（5）

## 概要
ノース・スターズ・ピクチャーズとトムス・エンタテインメントにより、2006年から2008年までの3年間で全5作が製作された。物語を再構成し、当初の劇場版映画の配給およびOVAの販売元は東宝。原作・武論尊、作画・原哲夫が新たに構想するストーリーとなっている。SMBCフレンド証券が一般から製作費の一部、5億円の投資を募り、初の映画ファンドで資金調達したことでも新聞や雑誌の記事になるなど話題になった。
新声優は声優経験のほとんどない俳優を起用し、ケンシロウに阿部寛、ラオウに宇梶剛士、ユリアに石田ゆり子、新キャラクターのレイナに柴咲コウが起用される。

## シリーズ作品
第一部『真救世主伝説 北斗の拳 ラオウ伝 殉愛の章』（しんきゅうせいしゅでんせつ ほくとのけん ラオウでん じゅんあいのしょう）
2006年3月11日 映画劇場公開（全国東宝系）。
原作における「聖帝十字陵編」を映画化した作品。新キャラクターにラオウに思いを寄せるレイナが登場するなど、サブタイトルにある通り新たに起こされたラオウの背景が織り込まれている。クライマックスはサウザーとの決戦がほぼ原作通りに描かれた。今作は残虐かつグロテスクな描写も含まれているためPG-12指定となっており、児童の鑑賞には保護者の指導と助言が推奨される（あくまでも注意喚起であり、児童の鑑賞を制限しているわけではない）。DVD版では新たに500カット以上の映像を追加、さらにラオウ役の宇梶剛士は再アフレコしたとのことで劇場公開版ではセリフの変更もある。2006年3月14日に発表された週末興行成績ランキングでは第8位にランクインし、最終興行収入は5.0億円を記録した。
第二部『真救世主伝説 北斗の拳 ユリア伝』（しんきゅうせいしゅでんせつ ほくとのけん ユリアでん）
2007年2月23日 OVA発売（発売元・アミューズソフトエンタテインメント / 販売元：東宝）。
ケンシロウやラオウがユリアに初めて出会った時から第一部までをユリア視点で描いた作品。あくまでユリアが中心であり、戦闘シーンは少ない。シンやレイ、ジュウザ以外の南斗五車星も登場。ジュウザの役回りは五車星のリハクの娘・トウが担っている。
初期の予告編と後期の予告編ではユリアのドレスの色が白から赤へと変更された。
第三部『真救世主伝説 北斗の拳 ラオウ伝 激闘の章』（しんきゅうせいしゅでんせつ ほくとのけん ラオウでん げきとうのしょう）
2007年4月28日 全国“追悼”ロードショーとして劇場公開。配給はデスペラード。
原作のケンシロウとラオウの最終決戦を描く「ラオウ編」をアレンジした作品。赤鯱の声優に角田信朗が起用されている。公開10日前の4月18日、高野山東京別院（東京高輪）にてラオウ昇魂式が行われた（葬儀委員長：谷村新司、弔辞：宇梶剛士）。一般参列者（ファン）は約3000人。この模様はテレビなどでも報じられた他、パソコンテレビGyaOでもその一部始終が動画で配信された。2007年5月1日に発表された週末興行成績ランキングでは第10位にランクインした。
第四部『真救世主伝説 北斗の拳 トキ伝』（しんきゅうせいしゅでんせつ ほくとのけん トキでん）
2008年3月26日 OVA発売（発売元・アミューズソフトエンタテインメント / 販売元・東宝）。
ラオウとトキの宿命の戦いを軸に、トキがいかにして北斗神拳伝承者の道を捨てながらも、兄ラオウとの決闘に臨んだかが描かれている。トキの身を案じ、報われぬ愛情に殉ずる女性医師としてオリジナルキャラクターのサラが登場する。
第五部『真救世主伝説 北斗の拳ZERO ケンシロウ伝』（しんきゅうせいしゅでんせつ ほくとのけんゼロ ケンシロウでん）
2008年10月4日 映画劇場公開。配給はゴー・シネマ。劇中ナレーションは俳優の藤岡弘、が担当。
ケンシロウがシンに敗北を喫してから、再びシンと相まみえるまでの空白の1年間が描かれる。原点回帰を謳っており、各キャラクターの声優にはテレビシリーズの声優をできるだけ起用することが制作サイドにより示された。ほぼ全編がオリジナルストーリーとなっている。公開前の9月13日には、日本青年館大ホール（新宿外苑）でケンシロウとユリアの結婚式イベント「結魂式」が行われた。一般参列者は777人。ラオウ昇魂式同様に、GyaOでその一部始終が動画で配信された。

## 登場人物

### 原作登場キャラクター
詳細は個別項目および北斗の拳の登場人物一覧を参照。ラオウとの決着までを描いた第1部からのキャラクターだけでなく、赤鯱など第2部からのキャラクターも登場する。
○の付いている作品に登場。
| キャラクター名 | 1 | 2 | 3 | 4 | 5 | 声優           | 備考                                                              |
| -------------- | - | - | - | - | - | -------------- | ----------------------------------------------------------------- |
| ケンシロウ     | ○ | ○ | ○ | ○ | ○ | 阿部寛         | 1の少年期は花輪英司。 2の少年期は儀武ゆう子。 3の少年期は下野紘。 |
| ラオウ         | ○ | ○ | ○ | ○ | ○ | 宇梶剛士       | 1の少年期は渋谷茂。 3の少年期は河本邦弘。                         |
| ユリア         |   | ○ | ○ | ○ | ○ | 石田ゆり子     | 2の少女期は大浦冬華。                                             |
| トキ           | ○ | ○ | ○ | ○ |   | 堀内賢雄       | 1の少年期は太田哲治。                                             |
| リュウケン     |   | ○ | ○ | ○ | ○ | 大塚周夫       |                                                                   |
| バット         | ○ |   | ○ | ○ |   | 浪川大輔       |                                                                   |
| リン           | ○ |   | ○ | ○ |   | 坂本真綾       |                                                                   |
| サウザー       | ○ | ○ |   |   |   | 大塚明夫       |                                                                   |
| シン           |   | ○ |   |   | ○ | 桐本琢也       |                                                                   |
| フドウ         |   | ○ | ○ |   |   | 郷里大輔       |                                                                   |
| シュレン       |   | ○ | ○ |   |   | 檜山修之       |                                                                   |
| リハク         |   | ○ | ○ |   |   | 宝亀克寿       |                                                                   |
| シュウ         | ○ |   |   |   |   | 大塚芳忠       |                                                                   |
| レイ           |   | ○ |   |   |   | 三木眞一郎     |                                                                   |
| ジャギ         |   | ○ |   |   |   | デビット伊東   | 2の少年期は岸尾だいすけ。                                         |
| ヒューイ       |   | ○ |   |   |   | 土田大         |                                                                   |
| トウ           |   | ○ |   |   |   | 甲斐田裕子     |                                                                   |
| リュウガ       |   | ○ |   |   |   | 阪口大助       | 幼少期の姿での登場。                                              |
| バルガ         |   |   | ○ |   |   | てらそままさき |                                                                   |
| 赤鯱           |   |   | ○ |   |   | 角田信朗       |                                                                   |

※以下は本シリーズオリジナルキャラクター。シリーズ順に記載する。

### ラオウ伝 殉愛の章
ソウガ
声 - 石塚運昇、（少年期）宮田幸季
ラオウの忠臣にして軍師。かつて戦場で右足を失っており、義足である。もともとラオウとは修羅の国時代の幼なじみで、長じてからは妹レイナと共に海を渡って拳王軍に参加した。しかし、病に蝕まれ余命わずかであることを悟り、サウザーとの対峙を控えた軍内部の低い志気を引き締めるべく自らの命を捨てた行動に出て、最期は「覇業を一目見たかった」と言って息絶えた。ラオウは彼をレイナ一人で弔うことを許可し、その亡骸はレイナが火葬した。
レイナ
声 - 柴咲コウ、（少女期）城雅子　
ラオウとは修羅の国時代からの幼なじみの女。兄ソウガと共に拳王軍に参加した。拳法の心得はないが、剣と馬術に長けているので拳王親衛隊長として活躍する。ラオウに愛を抱く。聖帝十字陵戦で聖帝軍の矢を背中に受け、その際に死亡したと思われたが、ラオウの秘孔術で蘇り、ラオウが修羅の国で待つように言ったことをリンとトキから伝えられる。
『激闘の章』では、ケンシロウとの決戦に赴いたラオウの帰りを赤鯱と共に待ちわび、遺灰となって帰ってきたラオウに「おかえりなさい」の一言をかけた後、赤鯱の船に乗り修羅の国へ帰った。なお、その途中で遺灰の一部を水葬している。
レイナのキャラクターデザインは『週刊少年ジャンプ』時代から原と交流のある漫画家、北条司が担当。レイナの声を担当した柴咲は、『殉愛の章』冒頭ナレーションも担当している。
ヨウ
声 - 藤本譲
ソウガ配下の初老の男。ソウガの死後、レイナにソウガからの手紙を渡し、彼の真意を伝えた。
冥王
声 - 天田益男
拳王軍が聖帝軍との決戦の前に戦った冥王軍の長。ラオウ曰く「あの世で王となるとほざく戯け」。軍は戦車やバイクなどを駆使する。槍や鉤爪でラオウを攻撃するも北斗剛掌波で木っ端微塵にされた。北斗神拳を「所詮は生身の拳法」と称して鋼の鎧で体を固めて防護策を敷いていたが、結局は無駄だった。なお、『ユリア伝』ではリハクから冥王軍は「ならず者の集まり」と言われていた。

### ユリア伝
トビー
声 - 下山吉光
ユリアの飼っている犬。ストーリーの鍵を握っている「忠義の星」の宿命を持って生まれた犬。
ダーマ
声 - 屋良有作
リュウケンと同世代の男で、幼少のユリアとリュウガの保護者的な存在。ユリアをリュウケンのもとに連れて行って預けることになるが、原作にも彼と思わしき人物がユリアを連れてリュウケンのもとへ訪ねてきていた。ストーリーの鍵を握っている人物である。
先代の南斗の拳士であったかなど、過去の経緯は劇中で語られていない。成人したユリアがシンに連れ去られ、やがて五車星に保護されて南斗の砦（原作でいう南斗の都）にやって来る間、「南斗最後の将」の役割を務め、鉄仮面と鎧でその正体を隠していた。ユリアが南斗の砦に到着すると自身の正体を明かし、彼女に「南斗最後の将」の玉座を譲り渡すが、病によりもはや命数は残っておらず、ユリアに南斗の運命を説いて死出の旅に立った。

### ラオウ伝 激闘の章
ギラク
声 - 竹田雅則
ソウガ亡き後に拳王軍の総参謀としてバルガと共にラオウに仕えた。性格は姑息で軟弱者、かつかなりのナルシスト（彼の特徴的な髪型はカツラである）。南斗義勇軍の兵士の死体から指輪を剥ぎ取るなど死者を不遜に扱う。また覇業成就の折に良い地位を得るため、ラオウを「陛下」と呼び常に彼のご機嫌取りをしており独特の猫なで声やゴマすりポーズと相まって正に典型的な権力に媚び売る悪役である。ラオウも彼の性格や、彼の行動の下心を十分に理解した上で彼を使っている。
南斗義勇軍とケンシロウの存在に不安を覚えるバルガを一喝し、ラオウに全軍を持っての決戦を進言し受け入れられる。さらに自ら南斗義勇軍の本拠地に侵入し「南斗最後の将」の正体がユリアであることを突き止めラオウに報告する。
最後はケンシロウとの戦いの前夜にラオウの策に乗せられ、褒美を受けに彼の前に他の重臣たちと参上したが「（褒美は）なんなりと陛下の御心の次第」と言ったところ「ならば死だ!」と返され首を刎ねられ絶命した。

### トキ伝
サラ
声 - 平野綾
核戦争以前からトキの助力をしていた女医。トキが不治の病（被曝によるものではない）により北斗神拳伝承者への道を断念し、医学への応用を始めた時既に付き従っていた。
彼の被曝とともにその旅に付き添い、滅びかけた村が復興するまでに医療活動に携わった。拳王によるカサンドラへの入牢命令がトキに下った時には村人とともに人間バリケードとなって彼を守ろうとした。結局トキは自ら入牢を受け入れ、彼女は託された花とトキの村を守ってゆく。
トキがラオウとの最終決戦より戻ると、花畑の中で彼を出迎え、初めて誰はばかることなくトキを抱きしめた。

### ケンシロウ伝
ジュガイ
声 - 小山力也
シンと南斗孤鷲拳伝承者を争った男。部下に昆虫男ほかの軍団を従え、ゲッソーシティを襲う。妻子があったが、それを殺されたがゆえに外道に堕ちた。シティの人々のため立ち上がったケンシロウに軍団を壊滅させられ、自ら挑戦に応じるが覚醒したケンシロウの敵ではなく、戦闘の果てにケンシロウに詫びの言葉を残し息絶える。
フウゲン
声 - 青野武
シン、ジュガイの師父である先代南斗孤鷲拳伝承者。伝承とともにシンに足の腱を切断され、足が不自由となる。
その後ゲッソーシティの奴隷商人グルマに拉致され、彼の店の檻に幽閉され、そこでシンに敗れたケンシロウと邂逅する。彼に民が救世主の姿を見ていることを説くが、未熟であり性格も甘すぎると判断し、シティを治める将軍シスカやジュガイと戦おうとするケンシロウを諌める。
シスカの城砦に無謀にも乗り込んだ挙句、罠に落ちて磔刑に処せられたケンシロウのもとに赴き、シティに攻め入ったジュガイ軍団の矢に貫かれるも、ケンシロウに「哀しみを胸に抱いて生きろ」との言葉を残し、ゲッソーシティの爆破に巻き込まれて絶命した。
グルマ
声 - 玄田哲章
ゲッソーシティの奴隷売人。もともとパソコンソフト会社の社長であったが、部下であったシスカのゲッソーシティ設立と共に彼の下で働くことを余儀なくされる。下衆な男だが、人のいい一面もある。「商品を大事に」が彼の主義。口癖は「デヘデヘ」。
狼の群れをひとりで屠ったというケンシロウを、「狼殺しの男」という看板つきで売り出し、商売敵のジニアの商品である「熊殺しの男」ガデスと戦わせる破目に陥る。
2歳の息子をシスカに人質に取られており、彼には逆らえないが、ガデスに勝利したケンシロウにいつしか入れ込むようになり、最期は磔刑となったケンシロウをジュガイ軍団の矢より守る楯となって生涯を閉じた。
シスカ
声 - 飯塚昭三
ゲッソーシティを牛耳る「将軍様」。パソコンソフト会社の課長に過ぎなかったが、悪知恵に長け、文明崩壊後の荒野に水と電気に不自由しない街を建設、奴隷売買によって巨万の富を得ている。街の住人全ての家族を人質に取り、人質収監所の自爆装置をつねに携帯しているため、誰も彼には逆らえない。「課長」と呼びかけると激怒する。
シティに攻め入ろうとするジュガイに取り引きによる解決を持ちかけるが、聞く耳を持たない敵によって呆気なく倒される。その後ジュガイ軍団はケンシロウによって滅ぼされるが、末期の力でゲッソーシティを道連れに爆破して無残な終幕を引き、ひとり残されたケンシロウを慟哭させる。
ジニア
声 - 千葉繁
ゲッソーシティの奴隷売人で、グルマの商売敵。シルクハットにマント姿の嫌味な男。「熊殺しの男」ガデスをケンシロウと戦わせ、店舗拡張を狙うも失敗する。
ヤマン
声 - 難波圭一
ヤマン一家の大黒柱。秩序を忘れた荒野でも人らしく生きようとし、子供らが発見した瀕死のケンシロウを運び、街まで連れてゆこうとするが、グルマの奴隷狩りに引っかかり、妻子共々、ゲッソーシティに拉致される。その後ケンシロウのガデスへの勝利を経てグルマに待遇を改善され、シスカを倒すために立ち上がるも、シスカの自爆装置によってシティごと炎に呑まれた。
サヤ
声 - 冨永みーな
ヤマンの妻。ケンシロウ発見の際、そちらに気を取られた夫たちの行動の最中に、グルマの部下に首に刃物を突きつけられ、人質となってしまう。最期はシスカの自爆装置に巻き込まれて、家族と運命を共にした。
ダン（ダンネ）
声 - 朴璐美
ヤマンとサヤの子。年齢は15歳。妹アモとともに倒れているケンシロウを発見し、父とともにその身体を運ぼうとしたところをグルマの奴隷狩りに遭い拉致されるが、ケンシロウに自ら戦うことを誓った健気な子供。普段は男装しているが、実は少女であり本名はダンネという。シスカの自爆装置に巻き込まれて死亡。
アモ
声 - 今野宏美
ヤマンとサヤの娘。ダンの妹。まだ幼い少女。家族で最初にケンシロウの危機を発見する。グルマの奴隷置場では誰知らず祈り、救世主の救いを全身から待ち焦がれた。シスカの自爆装置に巻き込まれて死亡。
ガデス
声 - 稲田徹
「熊殺しの男」の異名をとるジニア自慢の巨躯奴隷。コロシアムでジニアの威信を賭けてケンシロウと天覧試合に臨む。怪力は緒戦でケンシロウを吹き飛ばすほどだが、所詮は北斗神拳伝承者の敵ではなく、軽くあしらわれ敗北した。
このときケンシロウが彼にとどめを刺さず活かしたことについて、フウゲンは非情に成り切れぬケンシロウの甘さだと指摘している。のちジュガイがシティに攻め入った時には彼らに寝返るが、再び対峙したケンシロウは容赦せず北斗神拳で葬った。
昆虫男1・2
声 - 中田譲治（1）、立木文彦（2）
ジュガイの部下。ゲッソーシティを乗っ取るべく、主の命に従ってシスカの城砦に潜入する工作員。昆虫男2はその能力に見合った野心を抱き、シティ潜入後の報告にジュガイの足元へ赴いた際、主に牙を剥いて南斗孤鷲拳にて屠られる。昆虫男1はジュガイに最後まで忠実であり、シスカの自室に潜入した際にシスカの部下を言葉巧みに寝返らせて、シスカが所持していたゲッソーシティの自爆装置とパスワードを入手した直後に、寝返ったシスカの部下を惨殺しシスカに致命傷を負わせるが、シスカが玉座の手すりにボタン式の自爆装置を隠していたことに気付かなかったために、ゲッソーシティの爆破に巻き込まれて死亡した。

## スタッフ
|                               | 1                                   | 2                              | 3                              | 4                              | 5                              |
| ----------------------------- | ----------------------------------- | ------------------------------ | ------------------------------ | ------------------------------ | ------------------------------ |
| 原作                          | 武論尊、原哲夫                      | 武論尊、原哲夫                 | 武論尊、原哲夫                 | 武論尊、原哲夫                 | 武論尊、原哲夫                 |
| 監督                          | 今村隆寛                            | うえだひでひと                 | 平野俊貴                       | 静野孔文                       | 平野俊貴                       |
| 製作総指揮                    | 堀江信彦                            | 堀江信彦                       | 堀江信彦                       | 堀江信彦                       | 堀江信彦                       |
| 製作総指揮                    | 井本満                              | 井本満                         | 井本満                         | N/A                            | N/A                            |
| 脚本                          | 堀江信彦                            | 堀江信彦                       | 堀江信彦                       | 堀江信彦                       | 堀江信彦                       |
| 脚本                          | 鴨義信、真辺克彦                    | 田部俊之                       | 鴨義信、真辺克彦               | N/A                            | N/A                            |
| キャラクターデザイン          | 荒木伸吾、香川久 佐藤千春、清水貴子 | 石川哲也                       | 佐藤正樹                       | 羽山淳一                       | 佐藤正樹                       |
| 美術監督                      | 坂本信人                            | 坂本信人                       | 吉原俊一郎                     | 桑原悟                         | 吉原俊一郎                     |
| 撮影監督                      | 佐藤正人                            | N/A                            | 佐藤正人                       | 岡崎英夫                       | 佐藤正人                       |
| 編集                          | 田熊純                              | 田熊純                         | 田熊純                         | 田熊純                         | 田熊純                         |
| 音楽                          | 梶浦由記                            | 梶浦由記                       | 梶浦由記                       | 梶浦由記                       | 梶浦由記                       |
| 音響監督                      | 小山悟                              | 小山悟                         | 小山悟                         | 小山悟                         | 中野徹                         |
| アニメーション プロデューサー | 吉岡昌仁                            | 小島哲、加藤博                 | 吉岡昌仁                       | 小島哲、横山敏 野村和史        | 吉岡昌仁                       |
| 製作プロデューサー            | 山本秀樹、宮直樹                    | 飛田野和彦                     | 飛田野和彦                     | 飛田野和彦                     | N/A                            |
| 製作プロデューサー            | 山本秀樹、宮直樹                    | 加藤友誠                       |                                |                                |                                |
| 制作                          | トムス・エンタテインメント          | トムス・エンタテインメント     | トムス・エンタテインメント     | トムス・エンタテインメント     | トムス・エンタテインメント     |
| 製作                          | ノース・スターズ・ピクチャーズ      | ノース・スターズ・ピクチャーズ | ノース・スターズ・ピクチャーズ | ノース・スターズ・ピクチャーズ | ノース・スターズ・ピクチャーズ |
| 配給                          | 東宝                                | N/A                            | デスペラード                   | N/A                            | ゴー・シネマ                   |

## 主題歌・挿入歌など
テーマソング
- 松本孝弘「Theme from Fist of the North Star 〜The Road of Lords〜」

2025年現在も未CD化。松本のソロツアー『Tak Matsumoto Tour 2016 -The Voyage-』にて演奏され、本作の映像もバックで流された。
真救世主伝説 北斗の拳 ラオウ伝 殉愛の章
- 主題歌：上木彩矢「ピエロ」（2006年4月12日発売）
- 挿入歌：クリスタルキング「愛をとりもどせ!! 〜Movie ver〜」
- 挿入歌：FictionJunction WAKANA「Where the lights are (Japanese Ver.)」

真救世主伝説 北斗の拳 ユリア伝
- 主題歌：クリスタルキング「ユリア…永遠に 〜Movie ver〜」
- 挿入歌：FictionJunction WAKANA「光の行方」

真救世主伝説 北斗の拳 ラオウ伝 激闘の章
- 主題歌：B'z「ロンリースターズ」（シングル『永遠の翼』に収録、2007年5月9日発売）

真救世主伝説 北斗の拳 トキ伝
- 主題歌：FictionJunction KAORI「花守の丘」（『Everlasting Songs』に収録、2009年2月25日発売）

真救世主伝説 北斗の拳ZERO ケンシロウ伝
- 主題歌：GARNET CROW「百年の孤独」（2008年10月22日発売）